# Ткабладзе, Леонтий Сабаевич
Леонтий Сабаевич Ткабладзе (род. 12 марта 1917, Кутаиси) — грузинский советский валторнист и музыкальный педагог, заслуженный артист Грузинской ССР (1956).

## Биография
Леонтий Ткабладзе в 1937 году окончил Кутаисский музыкальный техникум под руководством К. Сирбиладзе. С 1944 по 1946 год он учился у Антона Усова в Московской консерватории, в 1948 году окончил Тбилисскую консерваторию по классу Митрофана Корсуна, а в 1951 году — аспирантуру.
С 1939 по 1945 год Ткабладзе играл в симфоническом оркестре ЦДКА и духовом оркестре НКО СССР. С 1946 года он был солистом оркестра театра оперы и балета Грузинской ССР и симфонического оркестра Грузинской ССР. Ткабладзе также играл в инструментальном ансамбле «Нонет». В 1956 году ему было присвоено почётное звание «заслуженный артист Грузинской ССР».
С 1960 года Леонтий Ткабладзе преподавал в Тбилисской консерватории, с 1969 года — в звании доцента, а с 1982 года — профессора.